# 북부기린
북부기린(北部麒麟, 학명: Giraffa Camelopardalis)은 기린과의 포유동물로서 기린속의 모식종이다. 기린이 여러 종으로 구성된 사실이 밝혀지자 본래 기린의 학명을 계승하였다.

## 아종
현재 북부기린의 4개의 아종(亞種)이 인정되고 있으며, 색깔, 무늬, 그리고 서식지를 기준으로 분류한다.
- 누비아기린 (G. c. camelopardalis) - 회백색 바탕에 밤색 사각 반점. 다리 안쪽에는 반점이 없다. 서식지: 수단 동부, 콩고 공화국 동북부.
- 로스차일드기린 (G. c. rothschildi) — 크림색 테두리가 있는 짙은 갈색 또는 얼룩덜룩한 직사각형 반점. 무릎에도 반점이 있는 경우가 있다. 서식지: 우간다, 케냐 중북부.
- 서아프리카기린 (G. c. peralta) — 매우 많은 양의 희미한, 황적색 반점. 나이지리아기린이라고도 함. 서식지: 나이지리아, 카메룬.
- 코르도판기린 (G. c. antiquorum) — 다리 안쪽을 더 작고 불규칙한 반점이 덮고 있다. 서식지: 수단 서부와 서남부